# 豫章館

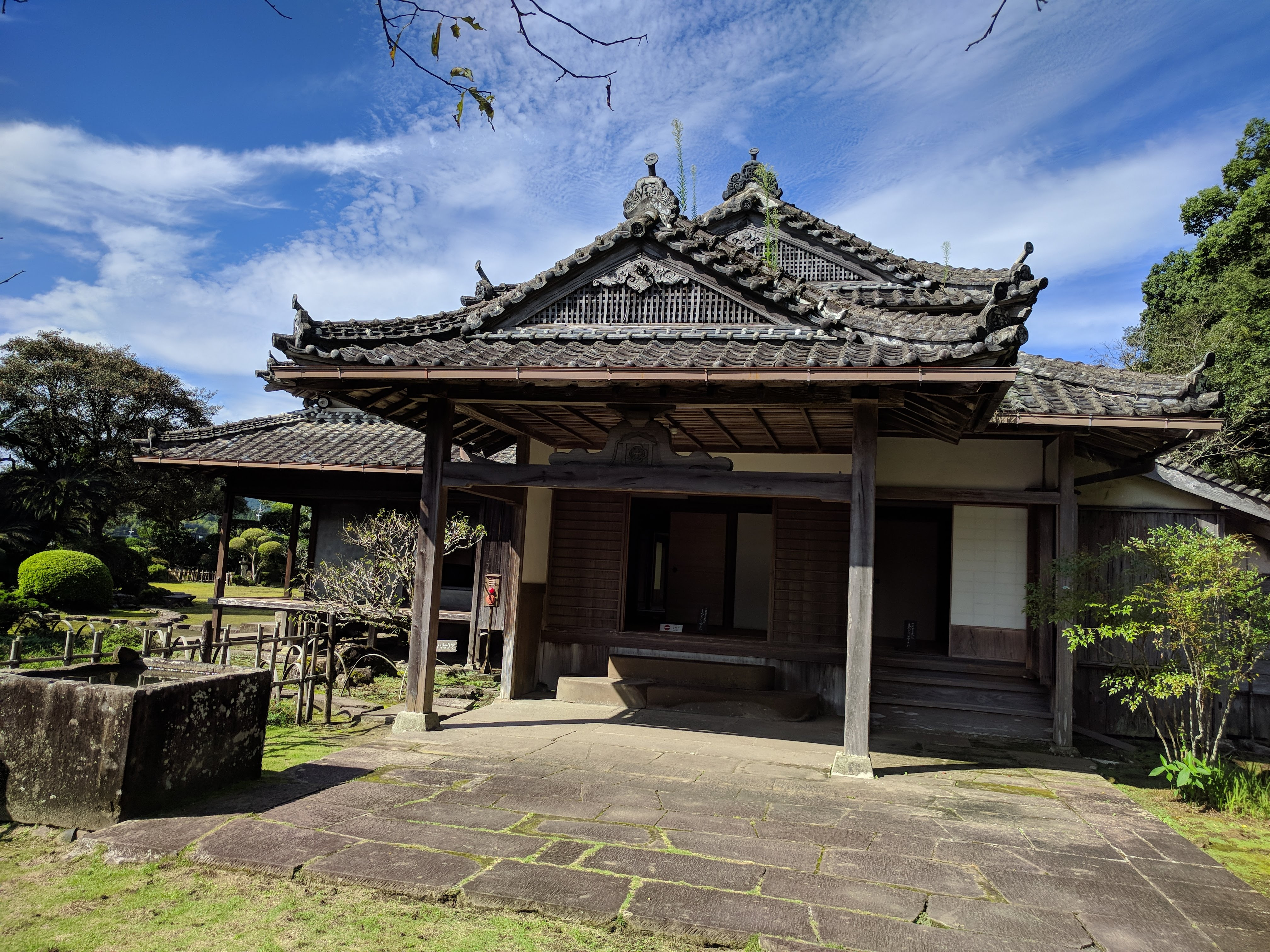
豫章館正面

豫章館（予章館、よしょうかん）は、宮崎県日南市の飫肥城址の大手門の前にあり、日南市飫肥伝統的建造物群保存地区内の内の伝統的建造物である。日南市指定文化財に指定されている。

## 概要
平部嶠南の日記に、江戸時代後期に伊東家一門の主水家の屋敷であったと記されており、1869年（明治2年）に、飫肥藩第14代藩主・伊東祐帰が藩知事に任命されたのち、城内より父・祐相とこの屋敷に移り住んだ屋敷である。豫章館の名は、邸内にあった樹齢数百年の大楠にちなんで祐相により名付けられた。
飫肥地区に現存する武家屋敷の中で、江戸時代の面影を残している建造物である。
1983年（昭和58年）に所有者の伊東家から日南市に寄贈された。
建造物
大手門前に位置して薬医門と屋根付きの堀に囲まれた屋数は飫肥藩で最も格式が高い武家屋敷である。
屋敷は母屋と雑舎、蔵二棟、御数寄屋が作られている。母屋はＬ字型に6部屋を配置している。千鳥破風の屋根を構えた玄関は、主玄関と脇玄関があり、主玄関の入り口には「庵木瓜紋」と呼ばれる伊東家の家紋が、屋根瓦には「庵木瓜紋」に加えて「月星九曜紋」がある。屋敷の屋根は、茅葺きとなっており、下屋根は飫肥瓦で、台風時の強風や豪雨に備えて漆喰で止めた瓦葺きとなっている。建物は良質な飫肥杉で作られており、特に前庭に面する廊下の柾目板には樹齢数百年のものが使われている。飫肥は高温多雨な環境のため床下が高くとられている。日南市指定文化財に指定されている。
庭園
飫肥城下で現存する庭園としては最も規模が大きい。主屋は伊東祐帰が移り住んださいに改築されているが、元の居住者の主水家の庭園が基本となっていると考えられている。日南市指定文化財に指定されている。

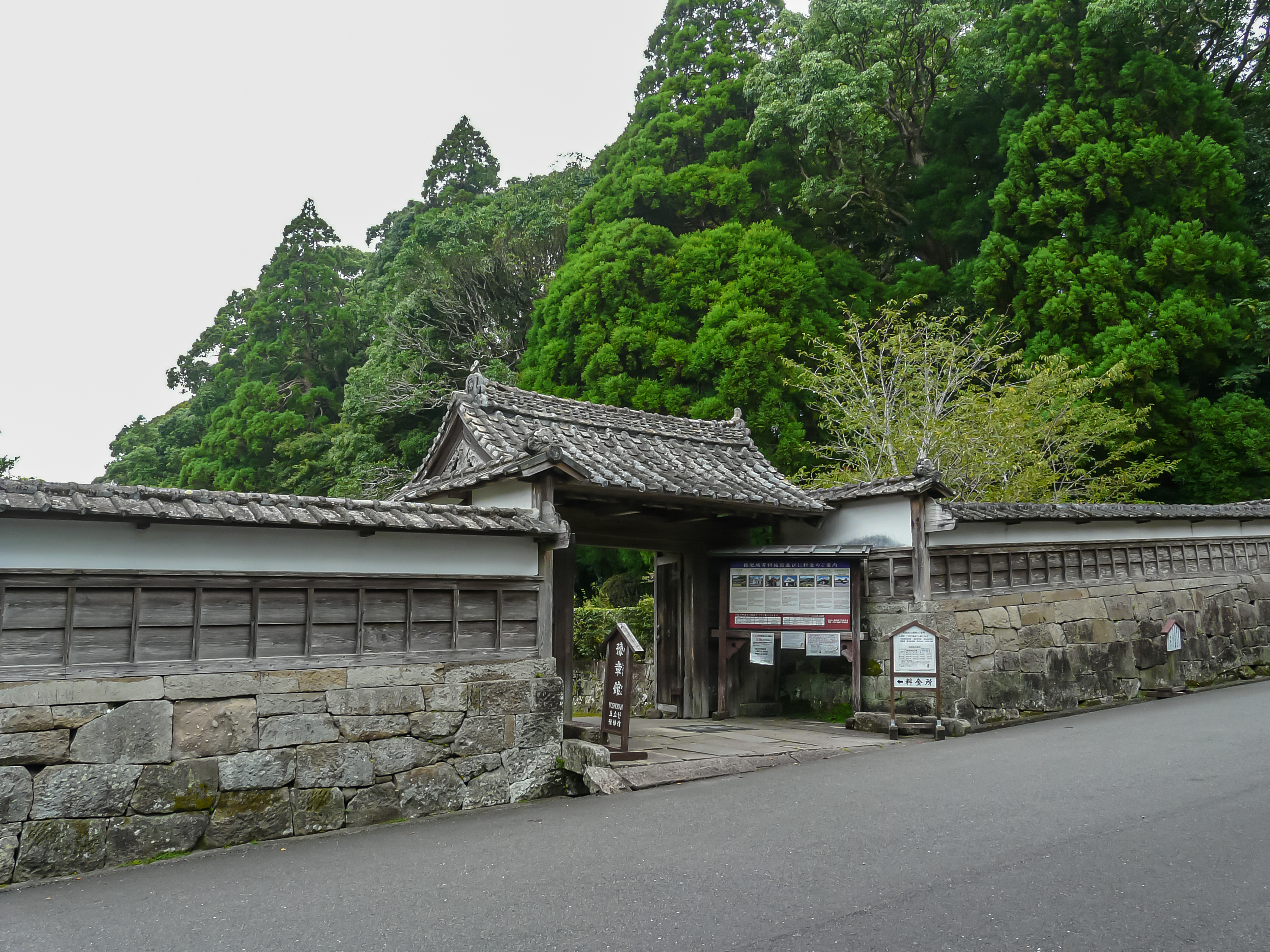
大手門通りに面する薬医門
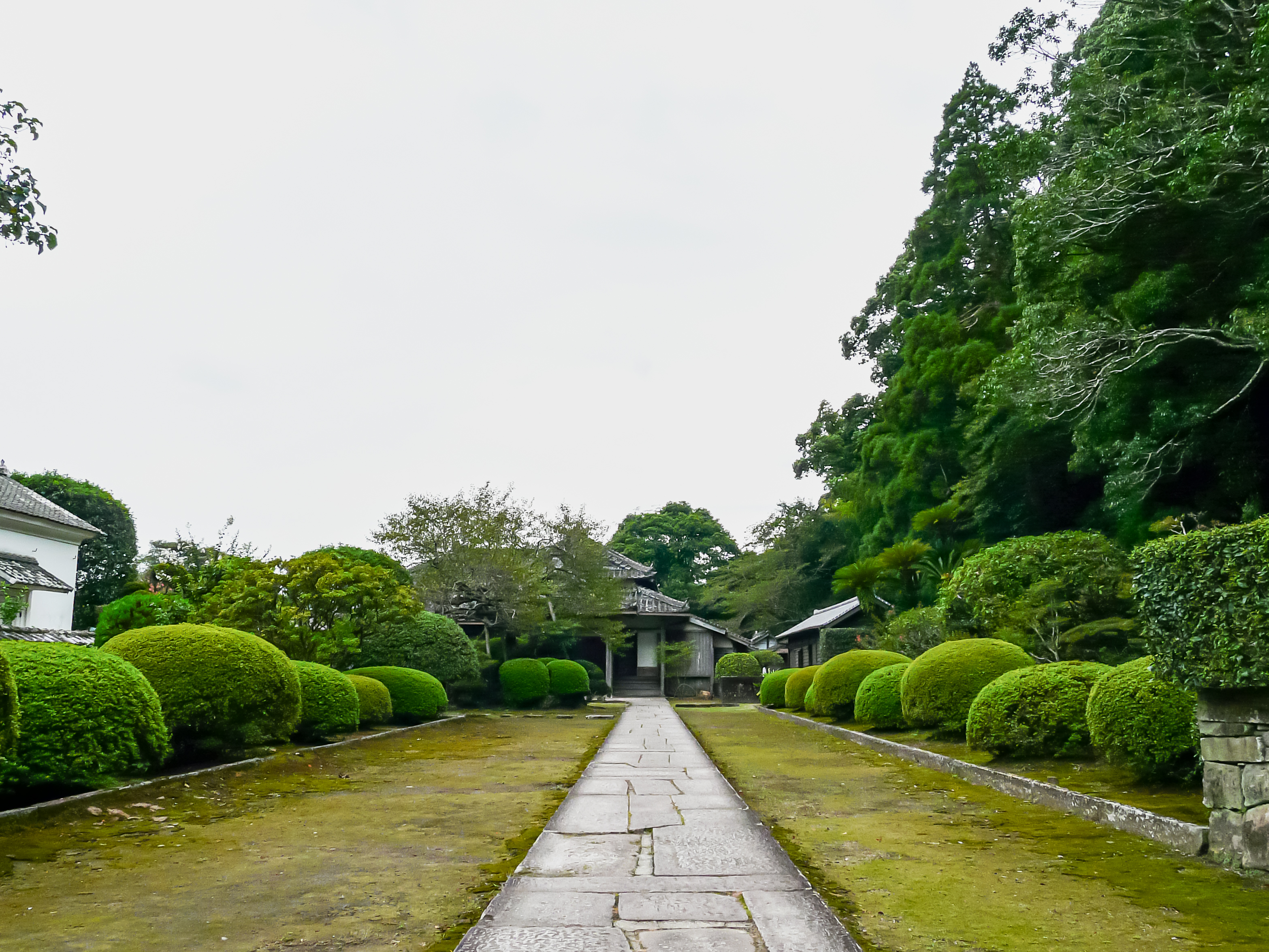
薬医門からのアプローチ
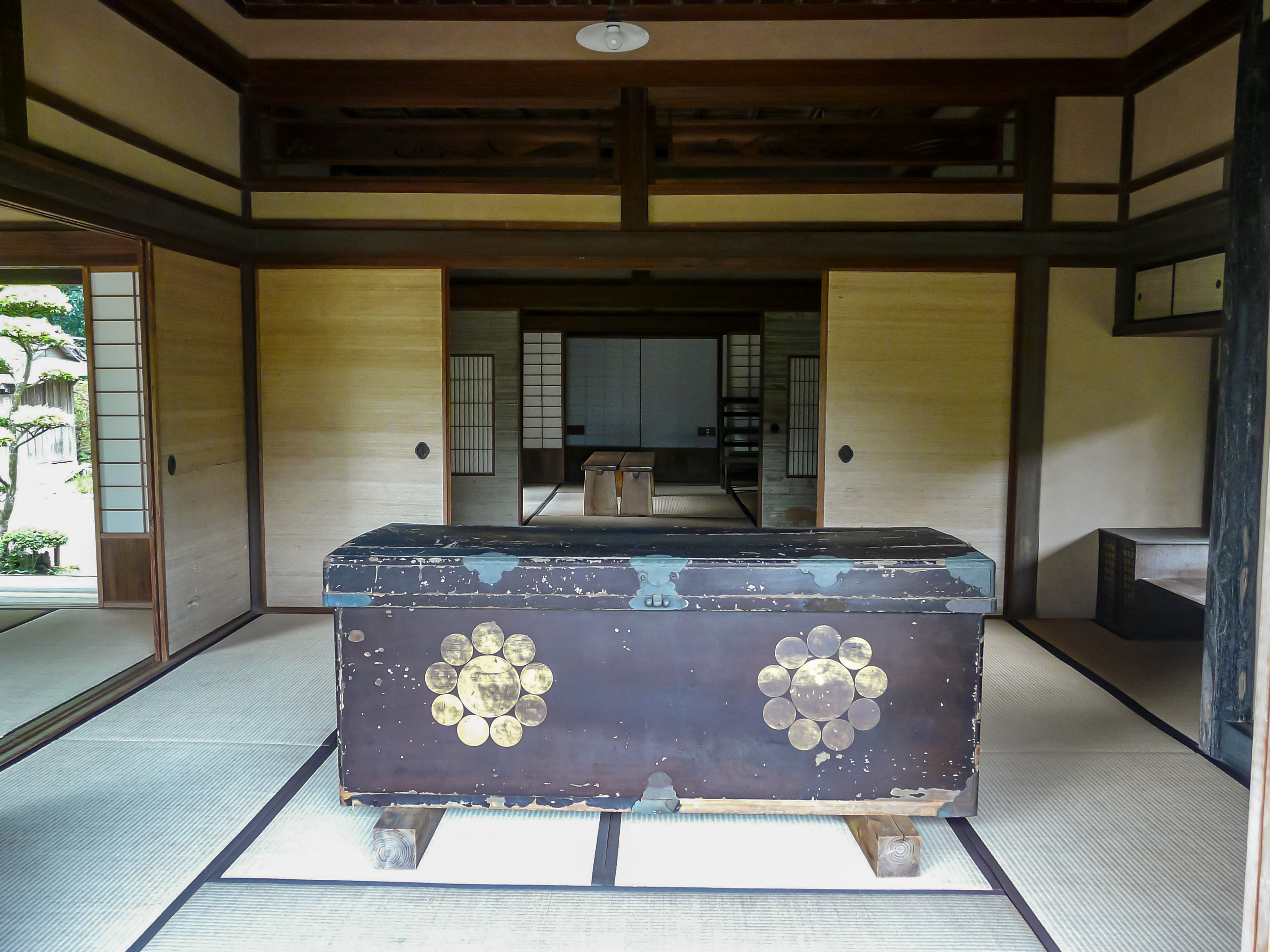
内部
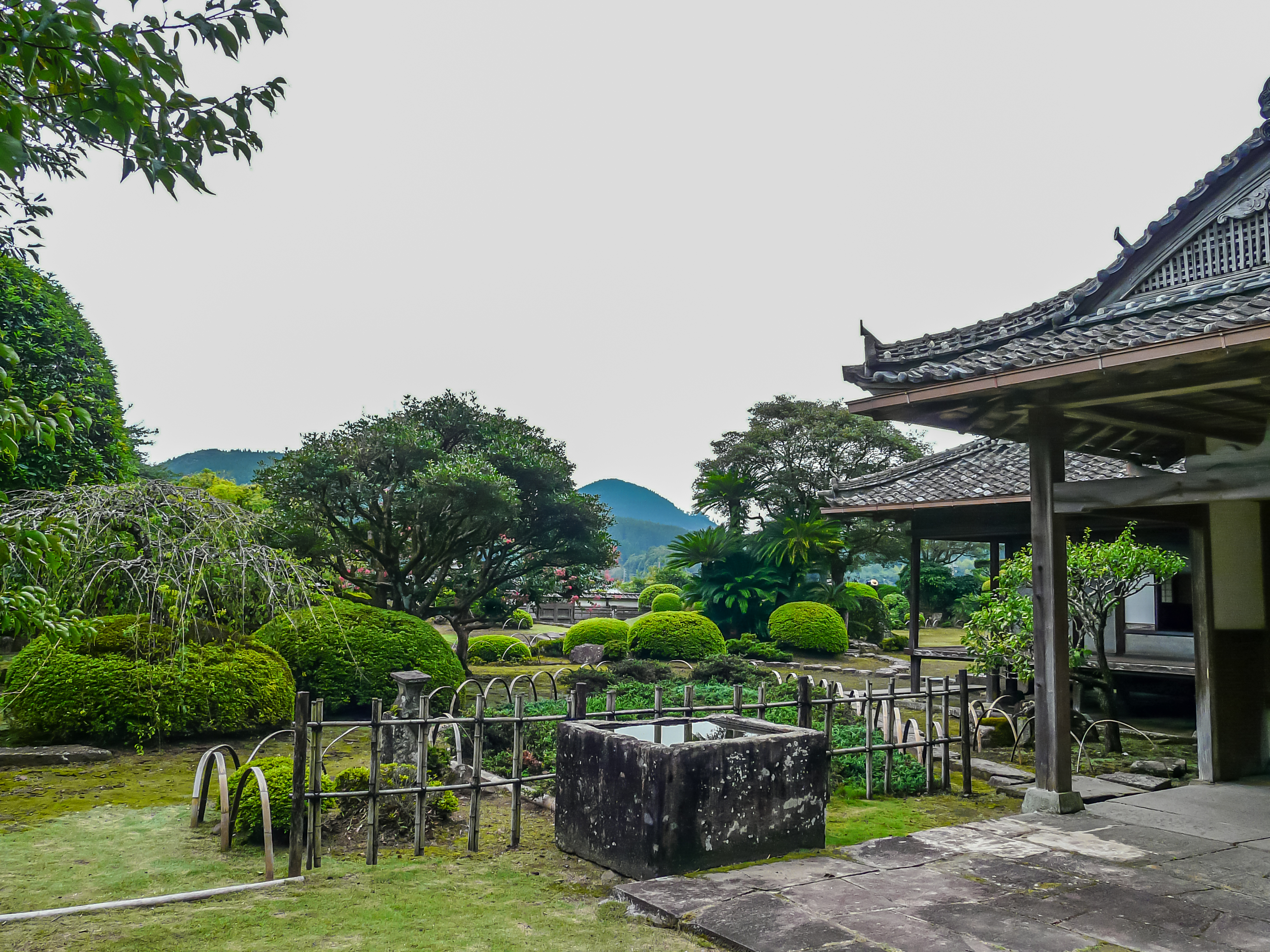
庭園

## 文化財
日南市指定文化財
- 豫章館 - 1983年10月1日指定[1]。
- 豫章館庭園 - 1983年10月1日指定[1]。